# Ortjärnen
Ortjärnen är en sjö i Mora kommun i Dalarna och ingår i Dalälvens huvudavrinningsområde.